# Айлбахер, Лиза
Ли́за Мари́ Айлба́хер (англ. Lisa Marie Eilbacher; 5 мая 1956, Дахран, Саудовская Аравия) — американская актриса.

## Биография
Лиза Мари Айлбахер родилась 5 мая 1956 года в Дахране (Саудовская Аравия) в семье руководителя нефтяной компании. В 1963 году Лиза переехала в Беверли-Хиллз (штат Калифорния, США), но провела большую часть детства во Франции. У Айлбахер есть четверо братьев и сестёр, включая младшую сестру-актрису Синди Айлбахер (род.1958) и младшего брата-актёра Бобби Айлбахера .

## Карьера
Лиза дебютировала в кино в 1964 году, сыграв роль второй девушки в эпизоде «Маленькая девочка потеряла» телесериала «Обоз». Всего Айлбахер сыграла в 54 фильмах и телесериалах.

## Личная жизнь
С 27 августа 1988 года Лиза замужем за фотографом Бредфордом Мэем.

## Избранная фильмография
| Год       |   | Русское название             | Оригинальное название      | Роль                     |
| --------- | - | ---------------------------- | -------------------------- | ------------------------ |
| 1964      | с | Обоз                         | Wagon Train                | вторая девушка           |
| 1972      | с | Бонанза                      | Bonanza                    | Элойз                    |
| 1973      | с | Уолтоны                      | The Waltons                | Джинетт                  |
| 1973      | с | Семейка Брэди                | The Brady Bunch            | Викки                    |
| 1973—1975 | с | Дымок из ствола              | Gunsmoke                   | Мелоди/Лэйли             |
| 1977      | с | Удивительный Человек-паук    | The Amazing Spider-Man     | Джуди Тайлер             |
| 1982      | ф | Офицер и джентльмен          | An Officer and a Gentleman | Кэйси Сигер              |
| 1984      | ф | Полицейский из Беверли-Хиллз | Beverly Hills Cop          | Джинетт «Дженни» Саммерс |
| 1989      | ф | Левиафан                     | Leviathan                  | Бриджет Боуман           |
| 1990—1991 | с | Звонящий в полночь           | Midnight Caller            | Никки Моллой             |
| 1992      | ф | Провод под током             | Live Wire                  | Терри О'Нилл             |